# Konrad Bedal
Konrad Bedal (* 1944 in Hof) ist ein deutscher Bauhistoriker und Kunsthistoriker.

## Leben
Konrad Bedal wurde als zweites von drei Kindern des Malers, Graphikers, Heimatforschers und Museumsgründers Karl Bedal geboren. Die Politikerin Gudrun Lehmann ist seine ältere Schwester; Albrecht Bedal, ebenfalls Bauhistoriker, sein jüngerer Bruder.
1970 wurde Bedal an der Ludwig-Maximilians-Universität München zum Dr. phil. promoviert. Anschließend nahm er Forschungsaufträge an der Christian-Albrechts-Universität zu Kiel und der Universität Münster wahr. Von 1977 bis 2010 war er Direktor des Fränkischen Freilandmuseums Bad Windsheim. Seit 1966 ist er Mitglied des Arbeitskreises für Hausforschung, von 1982 bis 1988 war er dessen Vorsitzender. Zudem war er Honorarprofessor an der Julius-Maximilians-Universität Würzburg und hatte einen Lehrauftrag an der Otto-Friedrich-Universität Bamberg. Seit 2013 ist er Stadtheimatpfleger von Rothenburg ob der Tauber.

## Ehrungen
- 2001: Bundesverdienstkreuz am Bande
- 2011: Bayerischer Verdienstorden
- 2019: Bezirksmedaille des Bezirks Mittelfranken[2]

## Schriften (Auswahl)
- Ofen und Herd im Bauernhaus Nordostbayerns. München, 1970.
- Haus und Stadel: bäuerliches Bauen in der Oberpfalz. Regensburg: Pustet, 1975.
- Ländliche Ständerbauten des 15. bis 17. Jahrhunderts in Holstein und im südlichen Schleswig. Neumünster: Wachholtz, 1977.
- Historische Hausforschung: eine Einführung in Arbeitsweise, Begriffe und Literatur. Münster: Coppenrath, 1978.
- Hallenhäuser und Längsscheunen des 18. und 19. Jahrhunderts im östlichen Holstein. Neumünster: Wachholtz, 1980.
- Ein Bauernhaus aus dem Mittelalter. Bad Windsheim, 1987.
- Ländliche Bauten aus Franken. Bad Windsheim, 1988.
- Fachwerk vor 1600 in Franken. Bad Windsheim, 1990.
- Bauernhäuser aus dem Mittelalter. Bad Windsheim, 1997.
- Fachwerkkunst in Franken 1600–1750. Bad Windsheim, 2014.
- Dorfkirchen in Franken. Bad Windsheim, 2015.
- Windsheimer Häuser. Bad Windsheim, 2019.
- Ofen und Herd in Franken und der Oberpfalz. Bad Windsheim, 2024.

Festschrift
- Herbert May, Kilian Kreilinger (Hrsg.): Alles unter einem Dach. Häuser, Menschen, Dinge. Festschrift für Konrad Bedal zum 60. Geburtstag. Petersberg: Imhof, 2004.